# Курбатово (Юхновский район)
Курбатово — деревня в Юхновском районе Калужской области России. Входит в состав сельского поселения «Деревня Чемоданово».

## География
Расположена в 32 км от Юхнова. К востоку от деревни протекает река Теча.

## Население
| 2002 | 2010 |
| ---- | ---- |
| 7    | ↘2   |

## История
Ранее входило в состав Мещовского уезда.
В Курбатово располагалась усадьба, вероятно построенная в первой половине XIX века помещиками Мищенко. Усадьба располагалась на противоположном от деревни берегу реки Теча. Во второй половине XIX века имение принадлежало дворянке Л. В. Викинской, затем — генералу И. М. Викинскому. Последний выстроил в 1871 году в соседнем селе Недоходово (ныне не существующем) церковь Николая Чудотворца рядом с деревянной церковью 1717 года (утрачена). Построенная генералом каменная церковь заброшена и находится в руининованном состоянии.
Ценные предметы из интерьеров усадьбы были вывезены, в том числе в 1919 году четыре книги были отправлены в Румянцевский музей в Москве, а предметы декоративно-прикладного искусства — в Калужский исторический музей. Выполненный из дерева главный усадебный дом, датируемый первой половиной XIX века, был перенесён в 1924 году в деревню Воронино, где в 1980-х годах был уничтожен пожаром. На начало XXI века о бывшей усадьбе напоминает парк из смешанных пород деревьев. Парк находится в заросшем состоянии, в нём фрагментарно сохранилась липовая аллея.